# Bärtbergstjärnen
Bärtbergstjärnen är en sjö i Piteå kommun i Norrbotten och ingår i Alåns huvudavrinningsområde.